# Орлув-Древняни-Кольонія
Орлув-Древняни-Кольонія (пол. Orłów Drewniany-Kolonia) — село в Польщі, у гміні Ізбиця Красноставського повіту Люблінського воєводства.
Населення — 202 особи (2011).
У 1975-1998 роках село належало до Замойського воєводства.

## Демографія
Демографічна структура станом на 31 березня 2011 року:
|          | Загалом | Допрацездатний вік | Працездатний вік | Постпрацездатний вік |
| -------- | ------- | ------------------ | ---------------- | -------------------- |
| Чоловіки | 96      | 15                 | 68               | 13                   |
| Жінки    | 106     | 13                 | 59               | 34                   |
| Разом    | 202     | 28                 | 127              | 47                   |